# Mechelinki
Mechelinki (kaszb. Mechelinka lub też Mechelinga, Mechelinczi, niem. Mechlinken, dawniej Michalenska, Mechlinie, Mechlinko, Mecholinke, Mechina) – stara wieś kaszubska w Polsce położona w województwie pomorskim, w powiecie puckim, w gminie Kosakowo. W bezpośrednim sąsiedztwie Mechelinek znajduje się rezerwat przyrody "Mechelińskie Łąki".
Na koniec 1892 r. miejscowość zamieszkiwało 271 Kaszubów katolików i 12 Niemców ewangelików
W latach 1975–1998 miejscowość administracyjnie należała do województwa gdańskiego.
Znajduje się tu przystań rybacka z charakterystycznymi kaszubskimi kutrami rybackimi, mały targ rybny, piaszczysta plaża, klif i molo.
Nazwa miejscowości pochodzi prawdopodobnie od mchu porastającego kamienie przybrzeżne.
Dojazd do Mechelinek umożliwia komunikacja miejska Gdyni (linie 105, 146 i 165). 

## Historia
Najstarsza znana wzmianka o Mechelinkach pochodzi z roku 1288, kiedy to książę Mściwój II przekazał cystersom z Oliwy dwie łodzie rybackie. Jedna z nich stacjonowała właśnie w Mechelinkach (wtedy Mechina).
Z początkiem XVII wieku wieś przeżyła 2 napady Szwedów. Za pierwszym razem miejscowi przegonili napastników. Przy drugim napadzie mieszkańcy nie dali sobie rady ze Szwedami, którzy pojmali kilku rybaków klasztornych.

## Rybołówstwo
Rybołówstwo przez wieki było podstawą utrzymania mieszkańców. Kiedyś w Mechelinkach stacjonowały aż 53 kutry rybackie, teraz jest ich tylko 9. 
Przy molo (oficjalnie pomost techniczny) stacjonują dzisiaj jednostki: MEC-17, MEC-20,            MEC-8, MEC-12, MEC-15, MEC-9, MEC-14, MEC-1 i OBL-5.
Łowione ryby to głównie: flądra, śledź, okoń, troć, łosoś, belona, turbot i węgorz. Przyłowem jest również dorsz, lecz jego połów masowy jest zabroniony. Rybacy czasem trafiają go w sieciach. Dorsz był kiedyś bardzo licznie występującym gatunkiem w M. Bałtyckim lecz rosnąca populacja fok, a co za tym idzie również pasożytów znacząco zmniejszyła jego liczebność.

## Ukształtowanie terenu
Oprócz słonych łąk ("Mechelińskie Łąki") znajduje się tu też poszerzona plaża i pasmo Gór Kazimierskich, a na nich klif osiągający wysokość ok. 20-25 m